# 189018 Guokeda
189018 Guokeda este o planetă minoră (asteroid), cu un diametru de 5,8 km, din centura de asteroizi. A fost descoperită pe 14 octombrie 1998 la Xinglong Station⁠(d) de Beijing Schmidt CCD Asteroid Program⁠(d). 
Obiectul prezintă o orbită caracterizată de o semiaxă mare de 3,0451795312269 UAi, o excentricitate de 0,17621307458772, o înclinație de 5,5862168281893 ° în raport cu ecliptica.